# 牛干巴
牛干巴，这是一种云南的特有的特色美食，是一种清真食品 ，云南一些清真菜馆的门口会挂有大块的风干处理的牛肉，这就是牛干巴了，在吃的时候以先加辣椒大火爆炒为主，可以配合大葱或在装盘以后配上香菜。